# Il destino (film 1997)
Il destino è un film del 1997 diretto da Yusuf Shahin.
È stato presentato in concorso al 50º Festival di Cannes, dove Shahin ha ricevuto il Premio del 50º anniversario per l'insieme della sua opera.

## Trama
A Cordova, nell'Andalusia araba del 1195, il califfo Al-Mansūr cerca di ammorbidire la furia degli integralisti che hanno tra i loro bersagli il filosofo e scienziato Muhammad ibn Rushd (1126-1198), noto in Occidente come Averroè, celebre commentatore di Aristotele e massimo esponente di quella cultura arabo-ispanica che fiorì in Andalusia tra il VII e il XII secolo in pacifica coesistenza con la cultura cristiana ed ebraica. È lui il perno di un film che, nel raccontare fatti e personaggi di 800 anni fa, adombra problemi, fanatismi e sanguinosi conflitti nel mondo arabo di oggi.

## Temi
"Il Pensiero ha le ali, nessuno può arrestare il suo volo" con questa frase finale, il regista Shahin, sintetizza la chiave interpretativa dell'intera opera: la narrazione delle vicende di Averroè mette in luce quella dialettica, storicamente determinata nel califfato del XII secolo, ma per certi versi, drammaticamente attuale, tra progresso scientifico, saggezza e quindi tolleranza da una parte; e il fanatismo fondamentalista religioso dall'altra, che, figlio dell'ignoranza, spesso diviene funzionale al potere politico costituito, come si evince più volte in sottofondo, in modo vivido, in diverse scene, e simbolizzato dall'atto barbarico di bruciare libri, e di mettere al rogo quanti venivano accusati di empietà.
Il Destino, quindi, è un'opera psicologica, nel senso che è in cerca di presentare una raffigurazione psicologica dei personaggi "svuotati", e quindi facilmente oggetto di indottrinamento e manipolazione da parte dei guerrieri asserviti al potere politico del califfato. L'epoca storica del califfato di Al-Andalus, nella Spagna meridionale, fu caratterizzata da una profonda integrazione tra religioni e quindi da un'inedita tolleranza e pluralismo. La scelta di mettere in scena, in primo piano, un pensatore come Averroè, serve per mostrare, ad un secondo livello, come la saggezza filosofica, il progresso scientifico, sono la sola strada percorribile, per superare le lacerazioni fondamentaliste, totalitarie, e guerrafondaie di ciascuna religione.

## Riconoscimenti
- Festival di Cannes 1997
  - Premio speciale del 50º anniversario